# ノッポさんの工作塾
ノッポさんの工作塾（ノッポさんのこうさくじゅく）は、1995年7月31日から1995年8月19日までNHK教育テレビジョンで放送されていたテレビ番組。

## 概要
小学生向け工作番組。1995年度の『夏のテレビクラブ』で放送。
学校の図工の時間には学べない手作りのおもちゃの作り方、遊ぶ工夫の楽しさを「ノッポさん」が実演で伝えていく。

## 放送時間
- 月 - 土曜日 09:30 - 09:45

## 出演者
- ノッポさん：高見映
- 古家貴代美

## 放送リスト
| 回 | タイトル                          | 放送日        |
| -- | --------------------------------- | ------------- |
| 1  | 四角いものも丸くなる              | 1995年7月31日 |
| 2  | 紙から生まれるラブストーリー      | 1995年8月1日  |
| 3  | 折り目正しく作りましょう          | 1995年8月2日  |
| 4  | ゆらりゆらゆら実験室              | 1995年8月3日  |
| 5  | まいたり、引いたり、つるしたり    | 1995年8月4日  |
| 6  | がんばれ輪ゴムエネルギー          | 1995年8月5日  |
| 7  | ふしぎなふしぎなアート展          | 1995年8月7日  |
| 8  | 空気で変身ポリ袋                  | 1995年8月8日  |
| 9  | ズンタカタッタ ピエロがやって来る | 1995年8月9日  |
| 10 | プクプクプク水族館                | 1995年8月10日 |
| 11 | ガォガォ動物園                    | 1995年8月11日 |
| 12 | 新工作”さるかに物語”              | 1995年8月12日 |
| 13 | おとなりさんはどんな顔            | 1995年8月14日 |
| 14 | 宝さがしワクワク大作戦            | 1995年8月15日 |
| 15 | ドロドロドロンお化けだぞ!         | 1995年8月16日 |
| 16 | 当たってびっくり宝くじ            | 1995年8月17日 |
| 17 | 形とりどりバードウォッチング      | 1995年8月18日 |
| 18 | 出発進行!冒険旅行                 | 1995年8月19日 |

## スタッフ
- テーマ音楽 - 越部信義
- 音楽 - 平部まゆみ
- 造形 - 枝常弘